# Matteson
Matteson és una població dels Estats Units a l'estat d'Illinois. Segons el cens del tenia 17.080 habitants.

## Demografia
Segons el cens del 2000, Matteson tenia 12.928 habitants, 4.561 habitatges, i 3.553 famílies. La densitat de població era de 699,1 habitants/km².
Dels 4.561 habitatges en un 37% hi vivien nens de menys de 18 anys, en un 55,3% hi vivien parelles casades, en un 18,1% dones solteres, i en un 22,1% no eren unitats familiars. En el 19,2% dels habitatges hi vivien persones soles el 7,6% de les quals corresponia a persones de 65 anys o més que vivien soles. El nombre mitjà de persones vivint en cada habitatge era de 2,81 i el nombre mitjà de persones que vivien en cada família era de 3,21.
Per edats la població es repartia de la següent manera: un 27,7% tenia menys de 18 anys, un 8,1% entre 18 i 24, un 27,1% entre 25 i 44, un 26,4% de 45 a 60 i un 10,8% 65 anys o més.
L'edat mediana era de 37 anys. Per cada 100 dones de 18 o més anys hi havia 80,6 homes.
La renda mediana per habitatge era de 59.583 $ i la renda mediana per família de 65.666 $. Els homes tenien una renda mediana de 46.075 $ mentre que les dones 33.339 $. La renda per capita de la població era de 25.024 $. Aproximadament el 2,7% de les famílies i el 4,4% de la població estaven per davall del llindar de pobresa.

## Poblacions properes
El següent diagrama mostra les poblacions més properes.